# 扬子江WG6100A城市客车

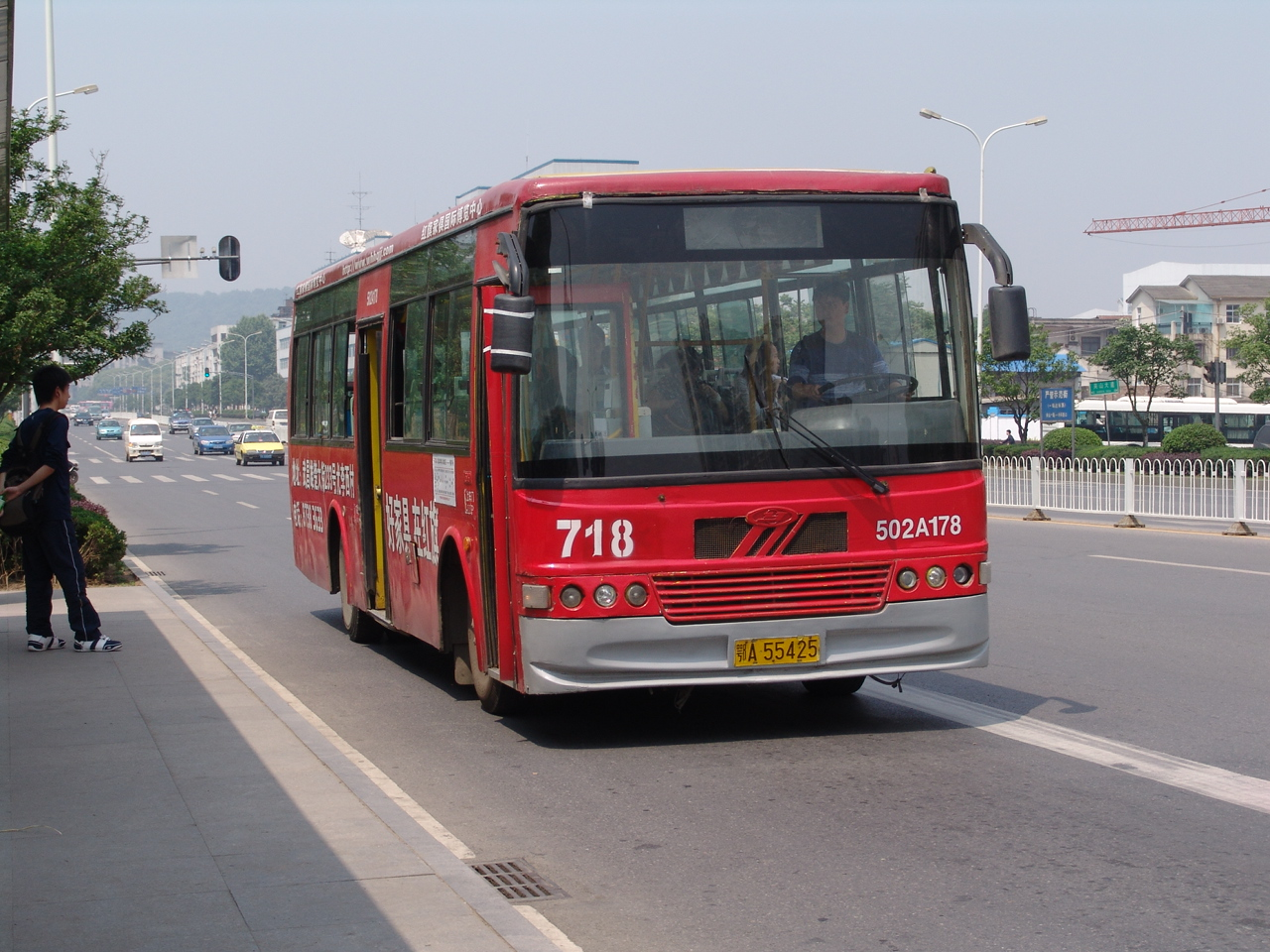
扬子江WG6100A型城市公交客车

扬子江WG6100A型城市公交客车，是东风扬子江汽车（武汉）有限责任公司生产的城市公交客车。最高时速80km/h，于2002年开始生产，总重12.5吨。燃料为汽油或CNG。

## 设计
WG6100A采用中国第一汽车集团公司生产的“解放”CA6980D85-3底盘，使用前置发动机以及后轮驱动的模式。总长10200mm，排量为5560ml。